# Zapona relikwiarzowa z orłem
Zapona relikwiarzowa z orłem – gotycki relikwiarz typu medalionowego wykonany zapewne w drugiej połowie XIV stulecia. Obecnie eksponowany w paryskim Musée National du Moyen Âge.
Cenny przykład osobistego klejnotu relikwiarzowego, gotyckiego złotnictwa i sztuki dworskiej XIV wieku. Pierwotne dzieje relikwiarza nie są znane. Datowany jest ogólnikowo na drugą połowę XIV stulecia, wiązany z najważniejszymi osobistościami ówczesnego dworu. Wiadomo, że później należał do kolekcji księcia Petra Sołtykowa, znanego kolekcjonera dzieł sztuki dawnej, a następnie trafił do obecnego miejsca.
Wykonany jest ze złoconego srebra i bogato kameryzowany. Ma kształt regularnego rombu otoczonego quasi ośmiolistną obwódką. Na szrafowanym (techniką grawerowania) polu rombu widoczny jest gładki ornament w formie stylizowanych języków płomieni. Pole to wypełnia bogato zdobiony kamieniami szlachetnymi orzeł zwrócony heraldycznie w lewo. Ja jego głowie spoczywa niewielka korona ozdobiona perłą. Kolejne perły orzeł trzyma w szponach i dziobie. Głowa, korpus i szeroko rozpostarte skrzydła są gęsto ozdobione kaboszonowymi kamieniami szlachetnymi o zróżnicowanej wielkości, kształcie. Większość z nich jest gładko szlifowana. Kameryzowana jest również bordiura rombu, gdzie występuje alternacja pereł i kamieni szlachetnych. Uwagę zwraca uporządkowana gra kolorów ametystów, szafirów, rubinów, szmaragdów oraz granatów. Obwódka złożona z ośmiu naprzemianlegle mniejszych i większych łuków tworzących stylizowany typowy dla gotyku motyw wieloliścia. W przeciwieństwie do pozostałej części nie ma tu kamieni szlachetnych. Powierzchnię zdobi emalia z geometryczną dekoracją ornamentalną. Pod ośmioma kryształowymi kaboszonami akcentującymi obwódkę umieszczono relikwie świętych Andrzeja, Marcina, Małgorzaty, Mikołaja, Piotra, Hipolita, Konstantyna i Wawrzyńca.
O dewocyjnym i apotropaicznym charakterze tegoż osobistego klejnotu mówi duża liczba znajdujących się tu relikwii, znaczących dla dziejów Kościoła świętych, reprezentujących zarówno apostołów (św. Piotr i św. Andrzej), męczenników (św. Wawrzyniec i św. Hipolit), biskupów i doktorów (św. Mikołaj i św. Marcin), władców (św. Konstantyn) i dziewic (św. Małgorzata). Wysoką rangę podkreśla olbrzymia liczba starannie oszlifowanych kamieni szlachetnych, zaś związek z kulturą dworską poświadcza motyw stylizowanego orła, którego kształt jest w pełni zgodny z ówczesną tradycją heraldyczną. Najprawdopodobniej stanowił element ekskluzywnego kostiumu – zapony spinającej połacie płaszcza. Zagadkowa jest kwestia kto posiadał ów relikwiarz. Część badaczy wskazuje na związek z królem francuskim Karolem V Mądrym albo królem czeskim i cesarzem Karolem IV Luksemburskim największymi wówczas monarchami będącymi orędownikami kultu relikwii. Karol V Mądry był wielkim kolekcjonerem dzieł złotniczych, za swojego panowania miał zebrać około 3500, głównie wyrobów paryskich, florenckich i nadreńskich. Jeszcze w tym samym stuleciu większość z nich została spieniężona. W kontekście sztuki dworskiej Karola IV Luksemburskiego wiadomo dzięki zapisom inwentarzowym, iż monarcha ten posiadał liczne dzieła złotnicze i tekstylne ozdobione motywem heraldycznego orła, który najczęściej stanowił nawiązanie do orła płomienistego – godła Przemyślidów oraz pierwotnego godła Czech, których jedną z ostatnich przedstawicieli była matka Karola – Elżbieta Przemyślidka. Orzeł płomienisty był również atrybutem głównego patrona Czech – świętego Wacława. Jego kult szczególnie orędował Karol IV, nazwany podczas chrztu Wacławem, to samo imię nadał jednemu z synów, późniejszemu następcy tronu czeskiego. Imieniem tym nazwano najważniejsze fundacje Karola IV – główną kaplicę w praskiej katedrze oraz koronę królów czeskich. Część badaczy (głównie czeskich) sugeruje, iż relikwiarz był darem Karola IV Luksemburskiego dla Karola V Mądrego. Władcy ci spotkali się w styczniu 1378 roku w Paryżu, nadto cesarz nawiedził m.in. miejscową Sainte-Chapelle oraz pobliskie opactwo Saint-Denis.